# Steven Novella
Steven Paul Novella (geboren op 29 juli 1964) is een Amerikaanse neuroloog en universitair docent aan de Yale University School of Medicine. Steven Novella is bekend vanwege zijn betrokkenheid bij de skeptische beweging.

## Professionele achtergrond
Novella's wetenschappelijke specialisatie is neurologie, met name amyotrofe laterale sclerose (ALS), myasthenia gravis en neuromusculaire aandoeningen, neurofysiologie en de behandeling van hyperactieve neurologische aandoeningen.
Novella ontving zijn medische graad in 1991 aan de Georgetown University School of Medicine, was een jaar assistent-arts interne geneeskunde in het Georgetown University Hospital/Washington Hospital Center en rondde in 1995 zijn opleiding tot specialist af bij het Yale-New Haven Hospital. Hij werd gecertificeerd specialist in neurologie in 1998.

Novella wilde niet altijd arts worden. In een interview voor de podcast Books and Idea zei hij: 
Ik geloof dat ik verschillende carrières overwoog. Toen ik opgroeide dacht ik er een tijd over om advocaat te worden en tegen de tijd dat ik ging studeren, wist ik dat ik de wetenschap in wilde en koos ik voor een medische studierichting. Dus tegen die tijd had ik besloten dat ik dat waarschijnlijk wilde doen. Dus ik zou zeggen dat ik in mijn late tienerjaren besloot om geneeskunde te gaan studeren.

Over een medische carrière zei hij: 
Het goede van geneeskunde is dat je ook na een tijdje nog veel verschillende kanten op kunt met je carrière, zelfs na je opleiding tot arts. Als je opleiding achter je ligt, kun je besluiten om voornamelijk klinisch werk te gaan doen, of vooral onderzoek of zelfs de industrie in of te werken in de volksgezondheid.

## Skepticisme en kritisch denken
Novella is een voorstander van wetenschappelijk scepticisme. In reactie op een commentaar in "The New York Times" waarin Paul Davies concludeerde totdat de wetenschap komt met een toetsbare theorie over de wetten van het universum is haar stelling dat zij vrij is van geloof duidelijk vals, zei Novella 
dat is niet waar want de wetenschap is niet afhankelijk van een geloof in een naturalistische wereld. De wetenschap past slecht methodes toe alsof zij naturalistisch is... Het is geen systeem van geloven. Mensen vragen me daar vaak naar en ze vragen jullie als skeptici: wat geloof je? Nou, het draait niet om geloof. Geloof je in buitenzintuiglijke waarneming? Het doet er niet toe of ik geloof in buitenzintuiglijke waarneming. Het enige wat ertoe doet is wat voor bewijs er is voor buitenzintuiglijke waarneming. ...Ik denk dat het belangrijk is om skepticisme te presenteren als een methode om te onderzoeken, niet een verzameling conclusies of overtuigingen.
In 1996 vormden Steven Novella, zijn broer Bob en Perry DeAngelis The Connecticut Skeptical Society, de Skeptische Vereniging van Connecticut. Evan Bernstein vertelt: "Op een avond eind 1995 was Perry op bezoek bij Steve, terloops bladerend in een nummer van Skeptical Inquirer. Hij las de lijst van plaatselijke groepen en zei tegen Steve: 'Er is geen lokale skeptische groep in Connecticut. Die moeten we maar eens opzetten'.
Later vormde de groep samen met Skeptical Inquirers of New England (SINE) en New Hampshire Skeptical Resource de New England Skeptical Society (NESS) ("Skeptische Vereniging van New England"). Novella is voorzitter van de NESS.

### Paranormaal onderzoek
In de beginperiode van de New England Skeptical Society nam Novella deel aan onderzoek naar verschillende paranormale verschijnselen. Sommige maakten deel uit van het screeningsproces voor de One Million Dollar Challenge van de James Randi Educational Foundation. Novella deed onderzoek naar ouijaborden (de mensen die beweerden dat ze het met succes konden gebruiken, verloren hun gaven zodra ze werden geblinddoekt), het vermogen kop-of-munt te beïnvloeden bij het gooien van een munt (degene die dacht dat te kunnen, maakte veelvoorkomende denkfouten), een gedachtenlezer die bij alle twintig pogingen faalde, en vele wichelroedelopers (die gewoonlijk ten prooi vallen aan het ideomotorisch effect). Novella en de NESS onderzochten ook fenomenen beschreven door mensen die niet meededen aan de One Million Dollar Challenge, zoals spookhuizen, het vermogen te communiceren met de doden, en het vastleggen van de stemmen van doden, bekend als bandstemmen of electronic voice phenomenon (EVP).

### Skeptics' Guide to the Universe
In mei 2005 begon Novella met zijn vrienden Perry DeAngelis en Evan Bernstein en zijn broers Bob en Jay de podcast The Skeptics' Guide to the Universe (SGU). Van juli 2006 tot december 2014 werkte ook Rebecca Watson mee aan de podcast. Novella is de gastheer en doet de redactie en nabewerking. In een interview voor de podcast Books and Ideas zei hij 
 ik draag de eindverantwoordelijkheid voor de inhoud en voorbereiding en ik doe alle nabewerking, wat zoals je weet een hoop werk is. Dus je snapt, ik stop een ruime twintig tot dertig uur per week in de productie van de podcast; het lijkt bijna een tweede baan. En, weet je, het is liefdewerk.

Gevraagd naar het doel van de postcast zei Novella 
we bespreken voornamelijk controversiële onderwerpen en onderwerpen op het grensgebied van de wetenschap, hoewel we soms ook gewoon interessant wetenschapsnieuws bespreken, net wat we interessant vinden. We behandelen paranormale verschijnselen, samenzweringstheorieën, frauduleuze gezondheidsclaims en onderwerpen die te maken hebben met consumentenbescherming. Ons doel is onze lezers de vaardigheden te bieden om kritisch te kijken naar wetenschap in het nieuws, wetenschap in de samenleving, zodat ze hun weg kunnen vinden langs alle beweringen en alle hype en vooral dat ze beschikken over de vaardigheden om dingen zelf uit te vogelen.
Er bestaat geen skepticisme zonder wetenschap en de wetenschappelijke methode. Het gaat erom hoe we weten wat we weten.

### Internet
Novella schrijft sinds 2007 de blog "Neurologica", "je dagelijkse dosis neurowetenschap, scepticisme en kritisch denken". Hij schrijft drie blogs per week over uiteenlopende onderwerpen die meestal te maken hebben met wetenschap of skepticisme. Hij is hoofdredacteur van de blog "Science-Based Medicine", waar hij ook regelmatig aan bijdraagt. Verder is hij medisch adviseur van Quackwatch, een internationaal netwerk van mensen die kwakzalverij bestrijden.
In 2008 was Novella een van de eerste ondertekenaars van Project Steve-petitie, een lijst van wetenschappers met de voornaam Steve of een daarop lijkende naam, zoals Stephanie, die achter de evolutietheorie staan. Project Steve is een spottende reactie op de lijst van wetenschappers die twijfelen aan de evolutietheorie, opgesteld door creationisten.

### E-boeken
Novella is redacteur van een serie e-boeken met artikelen afkomstig van de Science-Based Medicine-blog. Elk e-boek behandelt voornamelijk één onderwerp, zoals kritisch denken; kruidenmiddelen, supplementen en voeding; chiropraxie; vaccins; homeopathie en dergelijke.

### Drukwerk
Novella was redacteur van het wetenschappelijk tijdschrift Scientific Review of Alternative Medicine. Hij schrijft de maandelijkse "Weird Science" column van het dagblad New Haven Advocate. Novella is tevens auteur van verschillende Dungeons & Dragons-campagnes en uitbreidingspakketten.

### Televisie
Novella was verschillende keren te zien in Amerikaanse televisieprogramma's, waaronder het programma Penn & Teller: Bullshit!, de Dr. OZ Show, en het actualiteitenprogramma Inside Edition.
In 2008 werkte hij mee aan de pilotaflevering van een televisieserie genaamd The Skeptologists, samen met Brian Dunning, Yau-Man Chan, Mark Edward, Michael Shermer, Phil Plait, en Kirsten Sanford. De serie werd niet uitgezonden door een televisiestation.

#### De Dr. Oz Show
Novella trad op in de Dr. Oz Show, in het onderdeel Controversiële geneeskunde: Waarom je dokter bang is voor alternative geneeswijzen. Hij werd geïntroduceerd als een uitgesproken criticus van alternatieve geneeswijzen. Novella merkte op dat de term alternatief een dubbele moraal creëert. Er hoort één wetenschappelijk bewezen, verstandige standaard zijn om te bepalen welke therapieën werken en veilig zijn. Novella stelde dat kruiden geneesmiddelen zijn en al duizenden jaren zo gebruikt worden. Maar het is problematisch om ze te voor te stellen als alternatief en te marketen als natuurlijk en op grond daarvan te beweren dat er geen bewijs nodig is dat ze veilig en effectief zijn. In feite zijn het publiek middelen verkocht waarvan bewezen is dat ze niet werken.
Over acupunctuur zei Novella: Ik heb veel tijd besteed aan het bestuderen van de wetenschappelijke literatuur over acupunctuur... en er is overweldigend bewijs dat acupunctuur niet werkt. In reactie op Dr. Oz' klacht dat Novella een idee wegwuift omdat het niet past in de manier waarop we in het Westen denken over wat effectief kan zijn, stelde Novella: Ik zei niet dat het met geen mogelijkheid zou kunnen werken; ik zei dat als je het bestudeert, blijkt dat het niet werkt.

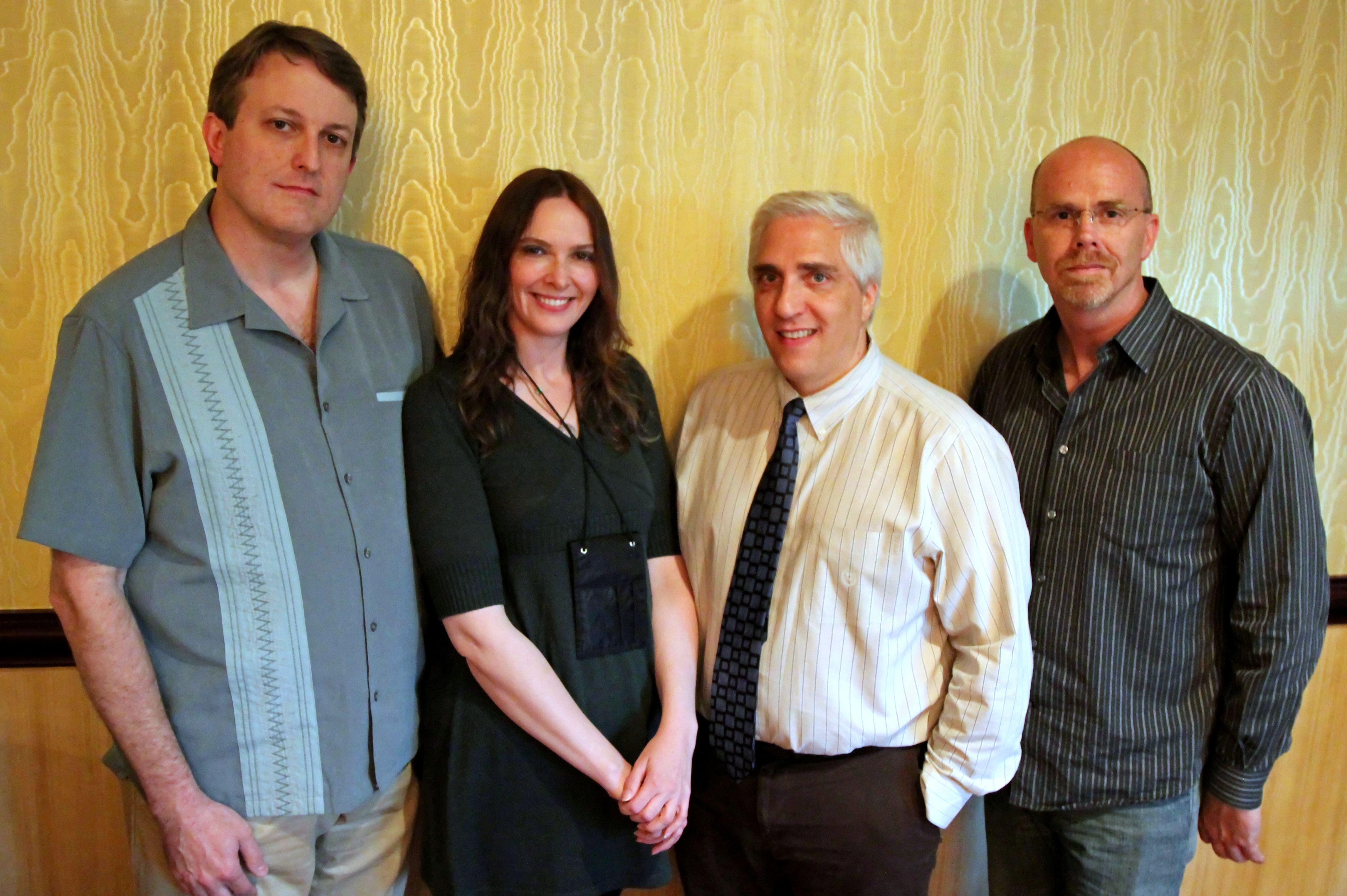
Nieuwe JREF-fellows Tim Farley, Karen Stollznow, Steven Novella en Ray Hall op The Amaz!ng Meeting 9, 16 juli 2011.

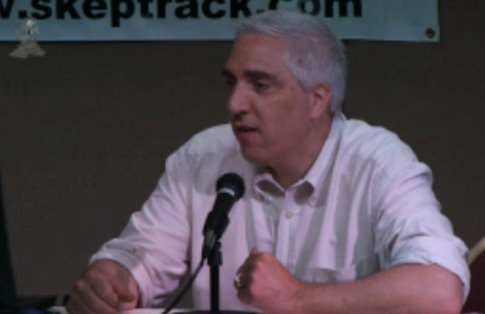
Op Kylie Sturgess' podcastpanel tijdens Skeptrack bij Dragon Con.

### Andere activiteiten
Novella heeft twee cursussen ontwikkeld voor The Teaching Company, een organisatie die online cursussen aanbiedt. Novella's cursussen zijn Medical Myths, Lies, and Half-Truths: What We Think We Know May Be Hurting Us (Medische mythes, leugens en halve waarheden: Wat we denken te weten kan ons schaden) en "Your Deceptive Mind: A Scientific Guide to Critical Thinking Skills" (Je bedrieglijke geest.
Bij de oprichting in 2009 was hij bestuursvoorzitter van het Institute for Science in Medicine (Instituut voor wetenschap in de geneeskunde).
In januari 2010 werd Novella verkozen tot lid van het Committee for Skeptical Inquiry (Comité voor Skeptisch Onderzoek)
In 2011 werd Novella verkozen tot senior lid van de James Randi Educational Foundation (JREF) en bestuurder van het Science Based Medicine-project (project gericht op op wetenschap gebaseerde geneeskunde) van deze stichting.

## Tobinick-rechtszaak
De Amerikaanse arts Edward Tobinick spande op 9 juni 2014 bij de rechtbank van Florida Southern District een civiele rechtszaak aan tegen Novella, de Yale-universiteit, de stichting voor op wetenschap gebaseerde geneeskunde Society for Science-Based Medicine, en SGU Productions. De voornaamste beschuldiging in de rechtszaak is dat Novella zich in een advertentie getiteld 'Enbrek for Stroke and Alzheimer's' laatdunkend over de eiser uitlaat en impliceert dat het gebruik door de eiser van het middel entanercept ineffectief en nutteloos is. "De advertentie is buitengewoon opruiend en lasterlijk van aard aangezien zij meerdere onware en misleidende verklaringen bevat betreffende de klager. De advertentie waarnaar wordt verwezen is een bijdrage aan het Science-Based Medicine-blog die Novella schreef en plaatste op 8 mei 2013.
Novella's advocaat, Marc Randazza, kwam op 14 juni 2014 in verweer tegen het verzoek van Tobinick om een voorlopig gerechtelijk dwangbevel. Het verweerschrift stelt dat Tobinick "waarschijnlijk geen gelijk zal krijgen in deze zaak... aangezien de verklaringen van de aangeklaagde variëren van aantoonbaar waar tot opiniërend", dat een voorlopig bevel "een onwettige beperking van de vrijheid van meningsuiting zou opleggen" en dat een voorlopig verbod zou resulteren in veel grotere schade voor de aangeklaagden en het publiek dan de schade die de eiser claimt."
Op 23 juli 2014 diende Novella een verweerschrift in in de rechtszaak tegen Science-Based Medicine waarin hij schreef: "In mijn opinie gebruikt hij [Tobinick] juridische gangsterpraktijken in een poging om mij te intimideren en mijn vrijheid van meningsuiting te beperken omdat de inhoud hem slecht uitkomt."
De rechtszaak is nog in behandeling.

## Avonturenspellen en rollenspel
Novella is mede-auteur van verschillende boeken over avonturenspellen, waaronder "Twin Crowns", een zee- en reisuitbreiding voor Dungeons & Dragons, en "Broadsides!", een rollenspel op basis van het d20 System. Novella was ook medeauteur van "Spellbound: A Codes of Ritual Magic", dat een compleet magisch systeem schetst voor elke vorm van campagna op basis van het van d20-systeem.

## Meer informatie
Novella schrijft en spreekt over uiteenlopende onderwerpen met betrekking tot alternatieve geneeswijzen, de new age-beweging, parapsychologie en pseudowetenschap. Als een pleitbezorger van wetenschappelijk skepticisme schrijft hij meestal over overtuigend bewijs en wetenschappelijke consensus. Hij schreef onder meer over:
- Complementaire en alternatieve geneeskunde (CAM)[32] – Alternatieve geneeskunde is elke behandeling waarvan wordt gesteld dat die het helende effect heeft van geneeskunde maar die niet gebaseerd is op wetenschappelijk bewijs dat verkregen is via de wetenschappelijke methode. Complementaire en alternatieve geneeskunde bestaat uit een breed spectrum aan gezondheidszorgactiviteiten, -producten en -therapieën.[33] Novella heeft vaak gezegd: "Alternatieve geneeskunde is alternatieve geneeskunde omdat het niet op wetenschap gebaseerd is. Als het dat wel was, zou het geen 'alternatieve geneeskunde' zijn, maar geneeskunde."[34]
- Vaccins en autisme[35] - Er is geen bewijs voor een causaal verband tussen inenting en autisme.[36][37] Desondanks geloven veel ouders dat vaccinaties autisme veroorzaken, en zij stellen de vaccinatie van hun kinderen uit of laten ze helemaal niet vaccineren op grond van de hypothese dat het geven van meerdere vaccins tegelijkertijd het immuunsysteem van een kind kan verzwakken.[38] Er bestaat geen wetenschappelijk bewijs voor deze hypothese en zij is uit biologisch oogpunt onwaarschijnlijk.[39] Novella vat aldus samen: "Met betrekking tot vaccins zijn de gegevens beschikbaar, gepubliceerd in de collegiaal getoetste wetenschappelijke literatuur. Veel professionele beroepsgroepen hebben de literatuur grondig geanalyseerd en onafhankelijk geconcludeerd dat vaccins veilig en effectief zijn."[40]
- Homeopathie[41] - Homeopathie is een systeem van alternatieve geneeswijze dat in 1796 is ontwikkeld door Samuel Hahnemann en is gebaseerd op de doctrine "similia similibus curentur"("het gelijke wordt door het gelijkende genezen"). Daarin wordt verondersteld dat een stof die in gezonde personen de symptomen van een ziekte veroorzaakt, in zieke mensen vergelijkbare symptomen zal genezen.[42] De geneesmiddelen worden bereid door een stof homeopathisch te verdunnen met alcohol of gedestilleerd water, gevolgd door intensieve klappen op een elastisch object. De verdunning gaat meestal zo ver dat er geen molecule van de oorspronkelijke stof overblijft in de vloeistof.[43] Novella schreef: "Ik wil graag dat mensen zich bewust zijn van het feit dat homeopathie een voor-wetenschappelijke filosofie is, volledig gebaseerd op magisch denken, en zich niet heeft meeontwikkeld met de laatste tweehonderd jaar van de wetenschap. Mensen moeten weten dat typische homeopathische middelen zijn verdund tot het punt dat er geen actief ingrediënt overblijft, en dat homeopaten zich beroepen op mysterieuze vibraties of onwaarschijnlijke en hoogst fantasierijke waterchemie. Verder wil ik graag dat mensen weten dat het geheel aan klinisch onderzoek met homeopathische middelen geen effect aantoont van zulke middelen."[44]
- Aidsontkenning[45] – Aidsontkenning is het geloof, in tegenspraak met overtuigend medisch en wetenschappelijk bewijs,[46][47] dat het humaan immunodeficiëntievirus (hiv) niet de oorzaak is van Aids (aids). Novella schreef: "Ontkenners zijn pseudo-skeptici - zij pretenderen de principes van skepticism (twijfel) toe te passen, maar zij zijn toegewijd aan een uiteindelijke conclusie en passen het proces aan aan de gewenste uitkomst."[48]
- Bijnadoodervaring - Een Bijna-doodervaring (BDE) verwijst naar persoonlijke ervaringen die zich voordoen bij een naderende dood, bestaande uit uiteenlopende mogelijke sensaties waaronder het gevoel uit het lichaam te treden, te zweven, algehele sereniteit, veiligheid, warmte, loslaten en de aanwezigheid van een helder licht. In een artikel voor American Broadcasting Company wordt Novella geciteerd: " Dat BDE's voorkomen is niet controversieel - veel mensen rapporteren dat ze zich ervaringen herinneren van rond de tijd van een hartstilstand waarvan zij zijn hersteld... De vraag is hoe ze te interpreteren. Wie beweert dat BDE's het bewijs zijn voor het voortbestaan van het zelf voorbij het fysieke functioneren van het brein is verplicht andere, meer prozaïsche verklaringen uit te sluiten. Dat bewijs is niet geleverd."[49]
- Holografische armbanden - Een holografische armband is een kleine armband gemaakt van siliconen of neopreen waarin een Holografie is verwerkt. De producenten hebben beweerd dat hologrammen "de natuurlijke stroming van energie door het lichaam optimaliseren, en zo de kracht, het evenwicht en de flexibiliteit van een atleet verbeteren".[50] In een uitzending van het televisieprogramma Inside Edition werd Novella gevraagd of hij de beweringen van de producenten van power bracelets geloofde. Hij antwoordde: "Nog geen seconde. Dat is nergens op gebaseerd. Het is letterlijk verzonnen marketing hype."[22]
- Intelligent design[51] – Intelligent design (ID) is de overtuiging dat "bepaalde kenmerken van het universum en van levende wezens het best verklaard kunnen worden door een intelligente oorsprong, niet door een ongestuurd proces als natuurlijke selectie."[52][53][54] Over het wereldbeeld van creationisten schrijft Novella: "... het draait niet om bewijs of logica, het draait om autoriteit. Het debat wordt gepresenteerd als Gods autoriteit tegenover de autoriteit van de mens, niet in termen van logica of bewijs."[55]
- Samenzweringstheorieën[56] – In juni 2014 debatteerde Novella schriftelijk met Michael Fullerton, "die gelooft dat de instorting van de Twin Towers op 11 september niet veroorzaakt werd door het officiële verhaal over schade door de inslag van commerciële vliegtuigen, maar het resultaat is van gecontroleerde sloop. "[57] In Novella's eerste reactie concludeert hij: "De centrale logische fout in Michaels betoog is gebaseerd op de bewering dat de torens instortten op een manier die lijkt op gecontroleerde sloop, namelijk dat ze snel en vrijwel recht naar beneden vielen. Dat zijn echter geen kenmerken van uitsluitend gecontroleerde sloop. Die kenmerken zouden bestaan ongeacht wat de oorzaak is van de instorting van zulke gebouwen."[58]